# Monzambano
Monzambano là một đô thị tại tỉnh Mantova trong vùng Lombardia của Italia, có vị trí cách khoảng 120 km về phía đông của Milano và khoảng 25 km về phía tây bắc của Mantova. Tại thời điểm ngày 31 tháng 12 năm 2004, đô thị này có dân số 4.721 người và diện tích là 29,9 km².
Đô thị Monzambano có các frazioni (các đơn vị trực thuộc, chủ yếu là các làng) Castellaro Lagusello, Pille, và Olfino.
Monzambano giáp các đô thị: Cavriana, Ponti sul Mincio, Pozzolengo, Valeggio sul Mincio, Volta Mantovana.